# ذي قتيلة (السبرة)

تعديل مصدري - تعديل

ذي قتيلة محلة تابعة لقرية وادي الصراح، التابعة لعزلة الاخلود بمديرية السبرة إحدى مديريات محافظة إب في الجمهورية اليمنية، بلغ تعداد سكانها 76 حسب تعداد اليمن لعام 2004.